# Cerdanyola del Vallès (Gerichtsbezirk)
Der Gerichtsbezirk Cerdanyola del Vallès ist einer der 25 Gerichtsbezirke in der Provinz Barcelona.
Der Bezirk umfasst 5 Gemeinden auf einer Fläche von 67,83 km² mit dem Hauptquartier in Cerdanyola del Vallès.

## Gemeinden
| Gemeinde                             | Einwohner (2024) | Fläche km² | Dichte Einw./km² | Cod INE | Postleitzahl |
| ------------------------------------ | ---------------- | ---------- | ---------------- | ------- | ------------ |
| Badia del Vallès                     | 13.118           | 0,93       | 14.105           | 08904   | 08214        |
| Barberà del Vallès                   | 33.575           | 8,18       | 4.105            | 08252   | 08210        |
| Cerdanyola del Vallès                | 58.100           | 30,83      | 1.885            | 08266   | 08290        |
| Montcada i Reixac                    | 37.153           | 23,49      | 1.582            | 08125   | 08110        |
| Ripollet                             | 39.462           | 4,40       | 8.969            | 08180   | 08291        |
| Gerichtsbezirk Cerdanyola del Vallès | 181.408          | 67,83      | 2.674            | –       | –            |